# The Long Dark Hall
The Long Dark Hall es una película británica de cine policíaco de 1951, dirigida por Reginald Beck y Anthony Bushell y protagonizada por Rex Harrison, Lilli Palmer y Raymond Huntley. Está basada en la novela A Case to Answer, de Edgar Lustgarten.

## Argumento
Tras encontrar a una showgirl asesinada poco después de tener un asunto con Arthur Groome, un hombre casado, este se convierte en el principal sospechoso del asesinato.

## Reparto
- Rex Harrison - Arthur Groome
- Lilli Palmer - Mary Groome
- Tania Heald - Sheila Groome
- Henrietta Barry - Rosemary Groome
- Dora Sevening - Madre de Mary
- Ronald Simpson - Padre de Mary
- Raymond Huntley - Jefe Inspector Sullivan
- William Squire - Sargento Cochran
- Ballard Berkeley - Superintendente Maxey
- Anthony Dawson -  El Hombre
- Denis O'Dea -  Sir Charles Morton
- Anthony Bushell -  Clive Bedford
- Henry B. Longhurst -  Judez
- Patricia Cutts - Rose Mallory
- Meriel Forbes - Marjorie Danns
- Brenda De Banzie - Señora Rogers
- Douglas Jefferies - Doctor Conway
- Fletcher Lightfoot - Jury Foreman
- Anthony Shaw - Empleado del tribunal
- Michael Medwin - Leslie Scott
- Colin Gordon - Pound
- Lionel Murton - Jefferson
- Eric Pohlmann - Señor Polaris
- Lilli Molnar - Señora Polaris
- Frank Tickle - Alfred Tripp
- Tom Macaulay - Mánager de Ironworks
- Richard Littledale - Señor Sims
- Jenny Laird - Señora Sims
- Tony Quinn -  Joe the barman
- Jill Bennett - Primera mujer asesinada